# Агин (Португалия)
Агин (порт. Aguim) — район (фрегезия) в Португалии, входит в округ Авейру. Является составной частью муниципалитета Анадия. Находится в составе крупной городской агломерации Большое Авейру. По старому административному делению входил в провинцию Бейра-Литорал. Входит в экономико-статистический субрегион Байшу-Воуга, который входит в Центральный регион. Население составляет 1227 человек. Занимает площадь 6,82 км².
Покровителем района считается Дева Мария (порт. Nossa Senhora do Ó).